# A Guy Called Gerald
A Guy Called Gerald (AGCG) ist der Künstlername von Gerald Simpson (* 16. Februar 1967 in Manchester). Er ist Musiker, DJ und Produzent in der House- und Drum-and-Bass-Szene. Bekannt wurde er vor allem durch seine frühen Arbeiten in der Manchester Acid House-Szene Ende der 1980er Jahre und den Track Voodoo Ray. Simpson war von 1988 bis 1989 Mitglied von 808 State und verfolgt seit seiner Trennung von der Gruppe eine Solokarriere als AGCG. Ab 2005 betrieb er in Berlin ein Studio im Kunsthaus Tacheles.

## Diskografie

### Alben
(als A Guy Called Gerald)
- 2010: Tronic Jazz The Berlin Sessions (Laboratory Instinct)
- 2006: Proto Acid, The Berlin Sessions (Laboratory Instinct)
- 2005: To All Things What They Need – AGCG (K7)
- 2000: Essence – AGCG (K7)
- 1999: The John Peel Sessions – AGCG (Strange Fruit)
- 1995: Black Secret Technology – AGCG (Juicebox)
- 1992: 28 Gun Bad Boy – AGCG (Juicebox)
- 1990: Hi Life Lo Profile – AGCG (Unreleased – CBS/Sony)
- 1989: The John Peel Sessions – AGCG (Strange Fruit)
- 1989: Automanikk – AGCG (CBS/Sony)
- 1988: Hot Lemonade – AGCG (Rham)

### 12” Singles
(als A Guy Called Gerald wenn nicht anders angegeben)
- 2006: Time To Jak (Sender Records)
- 2006: Blow Your House Down Remixes (Split Recordings)
- 2005: Is Man In Danger (Protechshon)
- 2005: Flo-ride (Sugoi)
- 2005: First Try (K7)
- 2000: Humanity Remixes (K7)
- 2000: Humanity (K7)
- 2000: Fever (K7)
- 1998: Radar Systems / Fallen Prince Of Heaven (JB)
- 1996: The Curse Of Voodoo Ray (nur Promotion) (JB)
- 1996: So Many Dreams Remixes (JB)
- 1995: Finley’s Rainbow Remixes (JB)
- 1995: Finley’s Rainbow (JB)
- 1993: Darker Than I Should Be / Gloc Remix (JB)
- 1993: Nazinji-Zaka (JB)
- 1993: Strange Love Remixes – Ricky Rouge (JB)
- 1993: When You Took My Love – Ricky Rouge (JB)
- 1993: De Ja Vu / All Over The World – Ricky Rouge (JB)
- 1993: Satisfaction – Inertia (JB)
- 1993: I Feel The Magic – The KGB (JB)
- 1993: The Glok / Ease The Pressure (JB)
- 1993: Song For Every Man – Ricky Rouge (JB)
- 1993: Strange Love – Ricky Rouge (JB)
- 1993: Too Fucked To Dance / Anything V2.1 (JB)
- 1993: Fragments / Anxiety – Inertia (JB)
- 1992: Changing / Got A Feeling (JB)
- 1992: The Musical Magical Midi Machine / Like A Drug (JB)
- 1992: Ses Makes You Wise / King Of The Jungle (JB)
- 1992: Cops / 28 Gun Bad Boy (JB)
- 1992: Digital Bad Boy / A Storm Is Coming (JB)
- 1991: Disneyband / Anything (JB)
- 1991: Nowhere To Run – Inertia (Retroactive)
- 1990: Emotions Electric (JB)
- 1990: Automanikk (Live Gun Shot Mix) (CBS/Sony)
- 1990: Automanikk (Bass Overload Mix) (CBS/Sony)
- 1990: Automanikk (Just 4 U Gordon Mix) (CBS/Sony)
- 1990: The Peel Sessions EP USA (Strange Fruit)
- 1989: FX Elevation Mix (CBS/Sony)
- 1989: FX Mayday Mix (CBS/Sony)
- 1989: Trip City
- 1989: The Peel Sessions EP UK (Strange Fruit)
- 1988: Hot Lemonade Youth Remixes (Rham)
- 1988: Hot Lemonade (Rham)
- 1988: Voodoo Ray Remixes UK & Aust (Rham)
- 1988: Voodoo Ray Remixes USA (Rham)
- 1988: Voodoo Ray Single (Rham)
- 1988: Voodoo Ray EP (Rham)
- 1988: Let Yourself Go – 808 State (Creed)